# Cerithiella axicostulata
Cerithiella axicostulata là một loài ốc biển rất nhỏ, là động vật thân mềm chân bụng sống ở biển trong họ Cerithiopsidae. Nó được Castellanos, Rolán và Bartolotta, mô tả năm 1987.